# Монно, Жак
Жак Франсуа Шарль Монно (фр. Jacques François Charles Monnot; 21 июля 1743 года, Кинже, Ду — 21 мая 1825 года) — французский политик, депутат революционного периода и мэр Безансона.

## Биография
Жак Монно родился 21 июля 1743 года в Кинже в Ду в семье с тремя сестрами и братом Жан-Клодом Бойо. Был каноником. Политическую карьеру начал в своём департаменте, став его председателем. 29 августа 1791 года был избран депутатом от Ду в Законодательное собрание. 5 сентября 1792 года был избран в Национальный конвент. 15 января 1793 года вместе с 386 другими депутатами проголосовал за казнь Людовика XVI. В том же году женился на Виктории Гийемино, в браке с которой у него родились 11 детей. 26 октября 1795 года был избран в Совет пятисот, где специализировался на финансовых вопросах. В период Консулата был назначен лесничим Безансона, а затем генеральным приёмщиком Ду. 18 апреля 1815 года в период Ста дней Наполеон I назначил Монно мэром Безансона. Законом от 12 января 1816 года был изгнан из страны как цареубийца, но вернулся в Безансон в 1819 году. Скончался 21 мая 1825 года в Шенесе-Буйон, Ду.